# تل دويم
تل دويم قرية سورية تتبع ناحية اليعربية في منطقة المالكية التابعة لمحافظة الحسكة. بلغ عدد سكانها 1078 نسمة عام 2004.
تقع على بعد 11 كم تقريبا إلى الغرب من بلدة اليعربية وعن الحدود مع العراق.
فيها:
- مدرسة ابتدائية وثانوية
- مسجد
- تل اثري
- يمر بها سكة القطار القادم من اليعربية باتجاه القامشلي